# Polyalthia floribunda
Polyalthia floribunda este o specie de plante din genul Polyalthia, familia Annonaceae, descrisă de Suzanne Ast. Conform Catalogue of Life specia Polyalthia floribunda nu are subspecii cunoscute.